# Лукьянович, Андрей Фёдорович
Андрей Фёдорович Лукьянович (1776—1852) — действительный статский советник, Симбирский гражданский губернатор

## Биография
Андрей Лукьянович родился около 1776 года, на службу записан был с 1 января 1784 года вахмистром в Екатеринославский кирасирский полк.
В 1788 году числился сержантом лейб-гвардии Измайловского полка, а с 1792 г. — вахмистром лейб-гвардии Конного полка и в том же году уволен был с чином капитана для определения в статскую службу. Вскоре, однако (13 ноября 1794 г.), Лукьянович вернулся к военной службе и был произведён в ротмистры и прикомандирован к Александрийскому легкоконному полку.
В 1798 году он, в чине майора, перешёл в Александрийский гусарский полк, в 1800 г. произведён был в подполковники и принял участие в Заграничных походах 1805 года в Австрию и 1806—1807 годов в Пруссию. Был в сражении при Пултуске, за отличие при Прейсиш-Эйлау в 1807 г. награждён был орденом св. Владимира 4-й степени и в том же году, 19 февраля, при Френсдорфе, за отсутствием шефа К. О. Ламберта, командовал Александрийским полком и прикрывал отступление русского отряда.
2 июня в бою под Фридландом Лукьянович вновь командовал Александрийским полком, за что в следующем 1808 году, 20 мая, награждён был орденом св. Георгия IV-го класса (№ 876 по кавалерскому списку Судравского и № 1968 по списку Григоровича — Степанова) и произведён в полковники. В 1809 г. он назначен был в резервный корпус генерала Ермолова и, за отсутствием последнего, временно, до начала 1812 г., командовал всем резервным корпусом.
Выйдя затем в отставку, Лукьянович перешёл на гражданскую службу, получил чин коллежского советника и назначен был Пермским вице-губернатором. В 1818 г. он произведён был в статские советники, в 1821 г. перемещен гражданским губернатором в Симбирск и в 1844 г. получил чин действительного статского советника.
Скончался Лукьянович до 1852 года.